# Čínský chocholatý pes
Čínský chocholatý pes (anglicky Chinese Crested Dog) je čínsko-mexické psí plemeno. Je to malý, čilý společenský pes s jemnou kostrou, který existuje ve dvou varietách: naháč a labutěnka. Naháč má hladké tělo bez srsti a srst tvoří jen chocholku na hlavě, dále jsou osrstěny tlapky k nadprstí (ponožky) a ocas. Druhá varianta – labutěnka – je celá obrostlá závojovitou srstí. Předpokládá se, že předkem čínského chocholatého psa byl africký bezsrstý pes, který byl dále šlechtěn ve staré Číně a na konci 19. století se dostal do západního světa. V organizaci FCI převzalo patronát nad čínským chocholatým psem Spojené království.

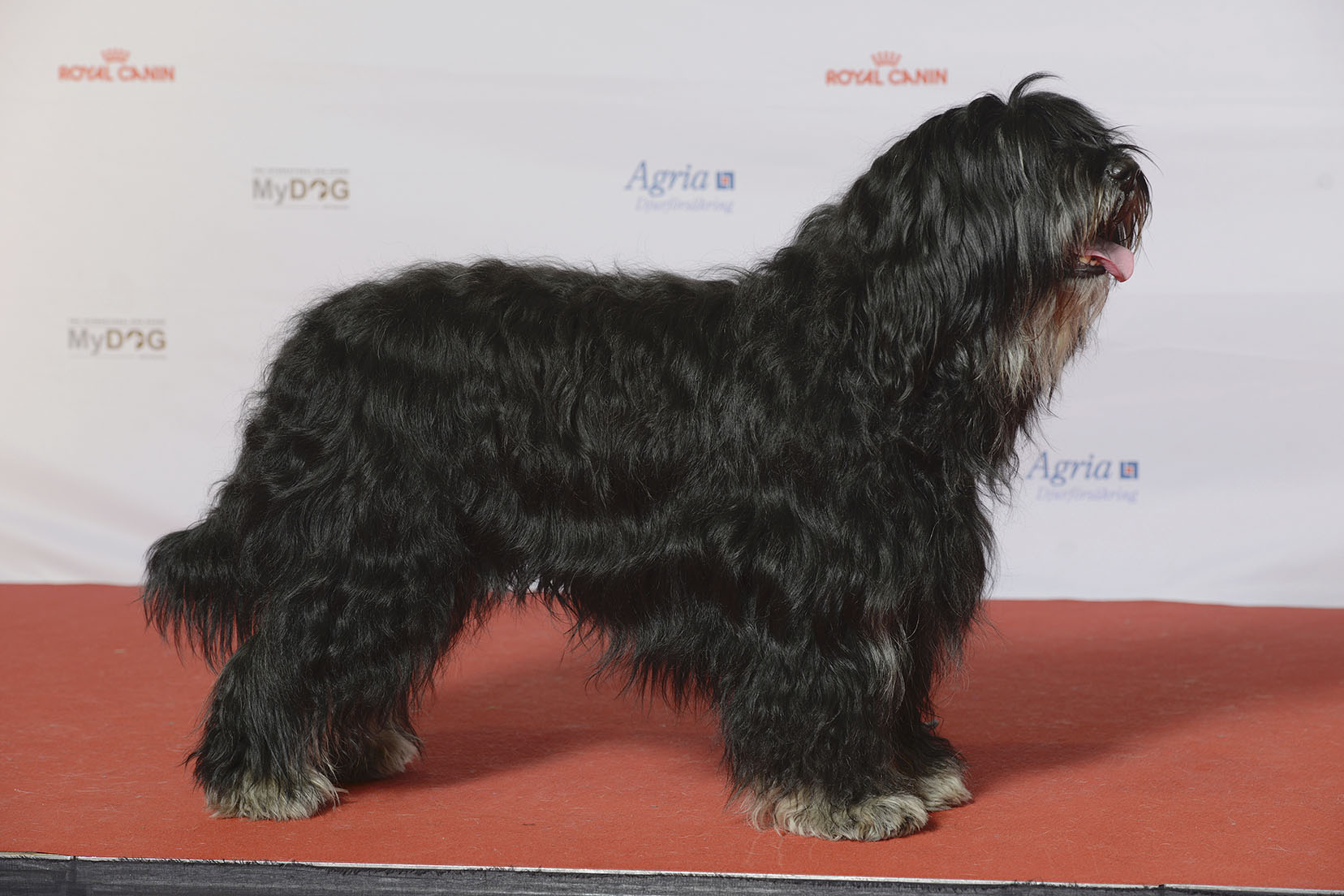
Černá labutěnka s dlouhou srstí

## Povaha

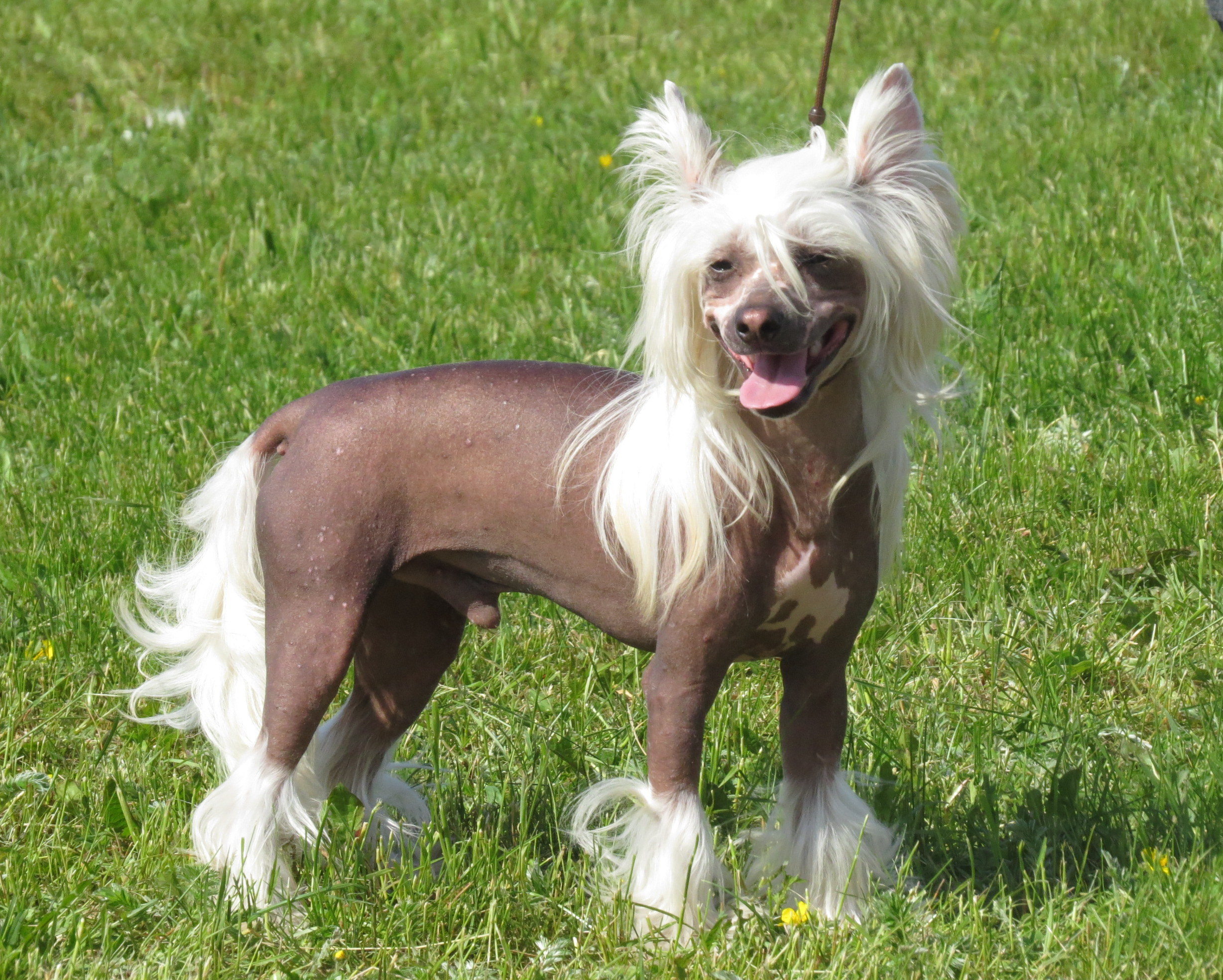
Dospělý pes

Povahově je čínský chocholatý pes veselý, oddaný, hravý a přátelský. Jedná se o inteligentní a bystré psí plemeno, které rychle pochopí povely a snaží se splnit, co svému majiteli na očích uvidí. Někdy je nedůvěřivý vůči cizím lidem, ale nikdy ne agresivní. Neimponuje sice velikostí, ale na nezvané vetřelce umí být velice přísný. Nejedná se o dominantní plemeno, proto je vhodné jej chovat s jinými psy. S dětmi vychází velmi dobře, ale protože se jedná o psa s jemnou konstrukcí, mohou mu některé dětské hry ublížit. S jinými zvířaty vychází dobře, ale vůči mnohonásobně větším domácím zvířatům, třeba koním, může být uštěkaný. Je vhodný ke psím sportům jako jsou agility, coursing nebo dogdancing.

## Vzhled
Toto psí plemeno je drobné, s jemnou kostrou a hmotností do 5,5 kg. Výška psa (samce) se pohybuje mezi 28 až 33 cm, u fen to je 23 až 30 cm. Má dlouhé, dobře osvalené nohy zakončené kulatými tlapkami.
Čínský chocholatý pes se vyznačuje pěkně utvářenou hlavou delšího vyváženého tvaru s mírně se zužující mordou a plochými lícemi. Stop není příliš výrazný. Uši jsou nasazené nízko a jsou velké, vztyčené, trojúhelníkového tvaru. U labutěnek se připouští uši klopené. Oči jsou středně velké, posazené daleko od sebe a s tmavě hnědými duhovkami. Bělmo není vidět. U labutěnky je vyžadován plný chrup, u holých jedinců mohou chybět premoláry, což je následek genu lysosti. Nosní houba je černá. Krk je tenký, bez volné kůže, dlouhý. Hřbet je poměrně dlouhý, rovný a štíhlý.

### Podobná plemena
V Česku se krom čínských chocholatých psů běžně vyskytuje ještě jedno „holé“ plemeno, a to americký bezsrstý teriér. Tito psi jsou mohutnější a robustnější a liší se též povahově: jsou více komunikativní a vyhledávají společnost jiných psů. Krom amerického bezsrstého psa ale existuje i další holé plemeno, a to mexický naháč. Mexický naháč se vyskytuje ve vícero velikostních variantách a ta nejmenší se blízce podobná právě čínskému chocholatému psu. U čistokrevných mexických naháčů se ale nevyskytuje chocholka na hlavě ani ocase a působí více mohutnějším dojmem.

## Péče

### Péče o srst
Holá varieta nevyžaduje žádné zvláštní úpravy – stačí pokožku občas očistit, třeba osprchovat nebo jen přejet vlhkým hadříkem a ve velkém horku je vhodné ji mazat opalovacím krémem, protože stejně jako člověk, se i pes může spálit od sluníčka, obzvláště pak bezsrstá plemena. Srst na ocase a chocholku na hlavě je vhodné rozčesat. Před výstavou se naháč dále upravuje vystříháním srsti na tlamě a holením či depilací případné nežádoucí srsti na těle.
U osrstěné variety, nazývané labutěnka, není péče o srst nijak náročná. Srst stačí občas rozčesat kartáčem, když je špinavá, umýt šetrným šamponem. Výstavní úprava spočívá v oholení tlamy a vyholení V nebo U na hrudi.

### Pohyb
Čínský chocholatý pes nevyžaduje příliš pohybu, ale přizpůsobí se tempu svého majitele. Neměl by se pohybovat v prašném prostředí, což platí hlavně pro holou variantu. Ani horské túry nejsou pro tyto psy úplně vhodné. Proto se čínský chocholatý pes hodí do města, klidně i ke starším lidem.